# Phostria jansei
Phostria jansei là một loài bướm đêm trong họ Crambidae.